# Districtul Sabra
Sabra este un district din provincia Tlemcen, Algeria.